# Sarti
Sarti (gr. Σάρτη, Sárti) – wioska położona na półwyspie Sithonia w gminie Sithonia, w regionie Macedonia Środkowa w północnej Grecji. Leży nad zatoką Athos (Ajiu Orus), w południowej części Chalkidików. W 2011 roku liczyła 1156 mieszkańców.

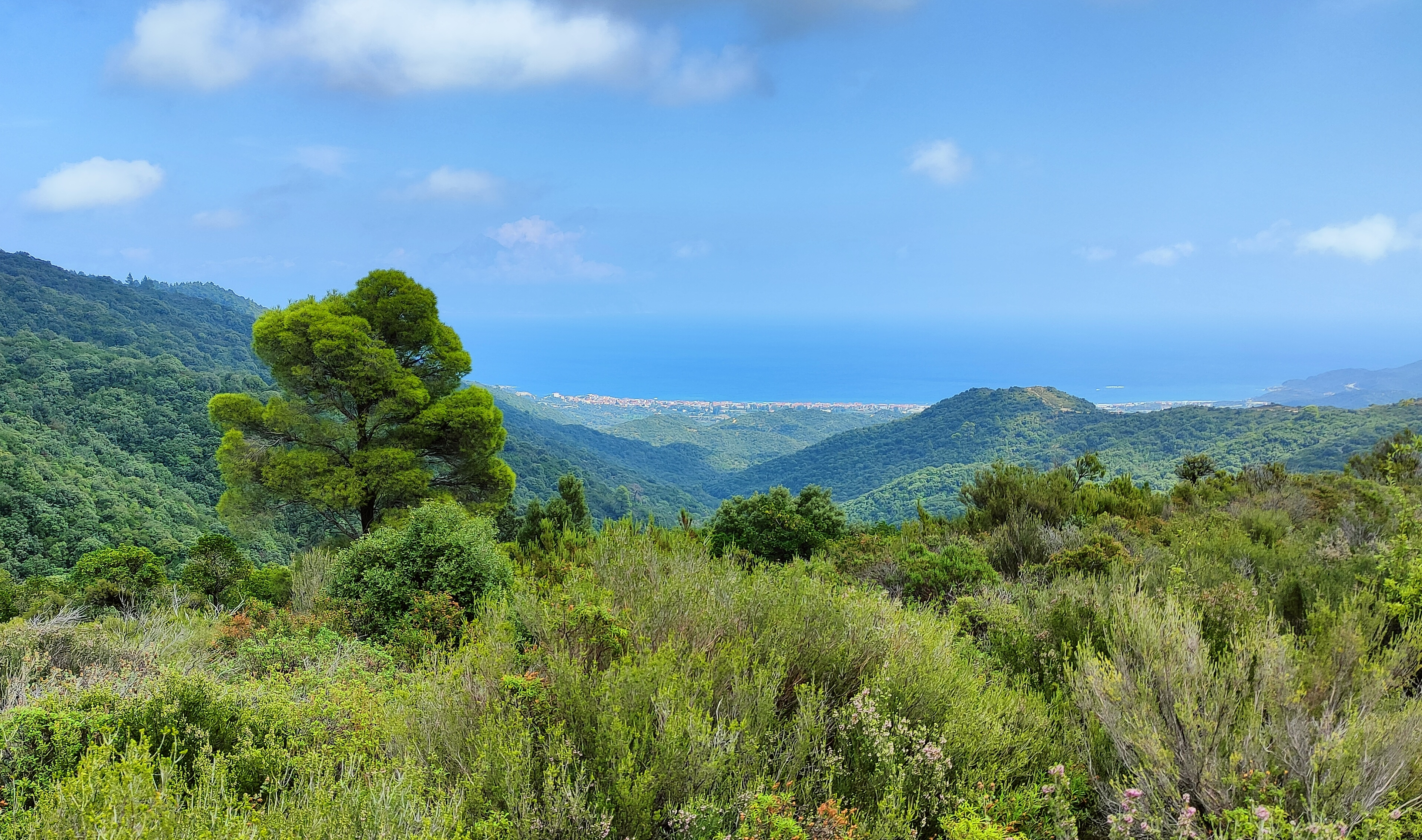
Sarti widziane ze szlaku na szczyt Itamos

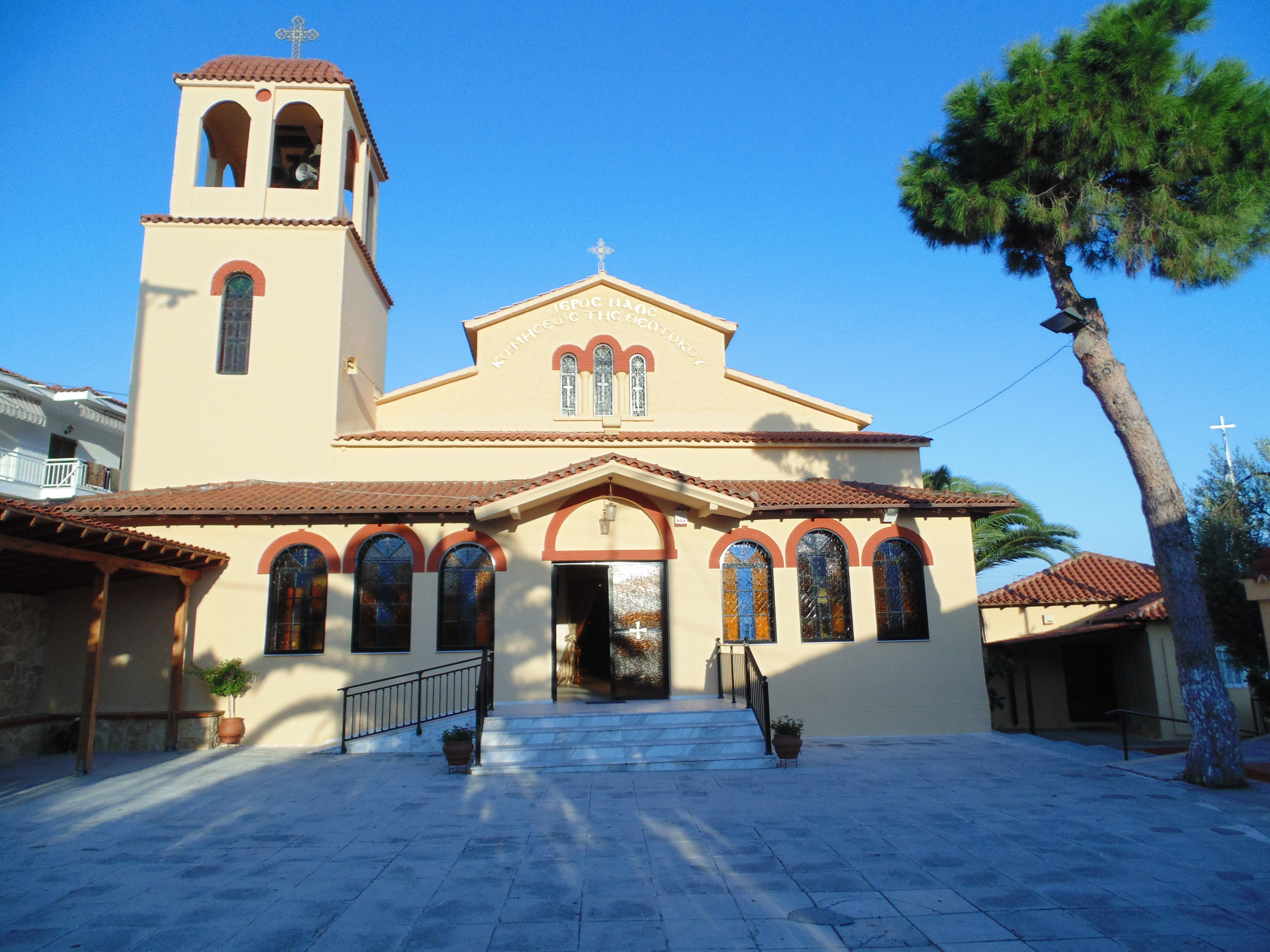
Kościół Wniebowzięcia NMP w Sarti

## Historia
Nazwa pochodzi od leżącej niegdyś w tym miejscu, starożytnej osady Sarta. Jej mieszkańcy zostali w czasie wojen perskich siłą wcieleni do maszerującej z Azji armii perskiej króla Kserksesa (480 r. p.n.e.). Po wojnach perskich Sarta przejściowo znalazła się pod wpływem Związku Delijskiego, później zaś pod rządami macedońskimi. Prawdopodobnie wówczas, za panowania następców Aleksandra Macedońskiego została wysiedlona na rozkaz Perdikkasa. Ponownie źródła wspominają wioskę O Sartis w XIV wieku, w czasach późnego Bizancjum, gdy należała ona do leżącego na Athos monasteru Kseropotamou (monaster "suchej rzeki"). Prawdopodobnie w XVII wieku, na skutek działalności piratów i depopulacji z czasów osmańskich wioska została opuszczona. 
Współczesna miejscowość została założona po 1923 roku przez przybyłych z Turcji uchodźców. Pochodzili oni z leżącej na Morzu Marmara u wybrzeży Anatolii wyspy Afisia (dziś Avsa) i przybyli do Grecji po wojnie grecko-tureckiej (1919–1922), po której nastąpiła wymiana ludności między skonfliktowanymi krajami. Pierwsi mieszkańcy nazywali ją Neo Afisia, nawiązując do opuszczonej małej ojczyzny. Początki współczesnego osadnictwa w tym rejonie były trudne, a nowi osadnicy cierpieli z powodu głodu i malarii. Mieszkańcy zajęli ruiny dawnych zabudowań i dopiero z czasem zaczęli wznosić nowe domy. Ludność utrzymywała się z rybołówstwa i rolnictwa. Aż do lat 60. XX wieku Sarti było mocno odizolowaną wioską, do której dało się dostać jedynie drogą morską. Dopiero zbudowanie drogi okalającej Sithonię dało stałe połączenie lądowe z siecią dróg reszty Chalkidików i przyczyniło się do rozwoju miejscowości. Port stracił na znaczeniu, a możliwość dojazdu z głębi lądu przyczyniła się do rozwoju turystyki, która stała się obecnie główną gałęzią lokalnej gospodarki.
W 1997 roku w wyniku reformy administracyjnej Sarti wraz z miejscowościami Sykia i Torone utworzyło gminę Toroni. Po kolejnej reformie z 2011 roku gminy półwyspu zostały połączone w jedną o nazwie Sithonia, a jej siedzibą zostało Nikiti.

## Nadmorski kurort
Współcześnie Sarti jest popularnym kurortem turystycznym. Posiada liczne, choć niewielkie hotele, pensjonaty, restauracje i tawerny. W sezonie letnim kwitnie tu nocne życie. Wzdłuż całej miejscowości ciągnie się piaszczysta plaża, z której rozpościera się widok na leżącą po drugiej stronie zatoki górę Athos. Z Sarti prowadzą również szlaki w głąb półwyspu Sithonia, do góry Itamos.